# Otto Molden
Otto Molden (* 13. März 1918 in Wien; † 15. Juni 2002 in Paphos, Zypern) war ein österreichischer Widerstandskämpfer und Kulturpolitiker.

## Leben
Otto Molden war ein Sohn von Ernst Molden und Paula von Preradović; sein Cousin war Nikolaus von Preradovich. Molden studierte an der Universität Wien Staatswissenschaften. Vor dem „Anschluss“ gehörte er der Bundesführung des Grauen Freikorps an, einer regierungstreuen Schüler- und Studentenorganisation, welche Aktionen gegen die illegalen Nationalsozialisten durchführte und nach dem „Anschluss“ Widerstand gegen Adolf Hitler leistete.
Ab 1938 wurde Otto Molden mehrmals verhaftet und dann zur Wehrmacht eingezogen. 1944 desertierte er. Er beteiligte sich am Aufbau der Widerstandsgruppe O5 und flüchtete wie sein Bruder Fritz in die Schweiz. Gegen Ende des Krieges hatte er auch Verbindung zum Office of Strategic Services (OSS).
Im Jahr 1945 gründete er gemeinsam mit dem Philosophiedozenten Simon Moser unter der Bezeichnung Internationale Hochschulwochen des Österreichischen College das nachmalige Europäische Forum Alpbach. Im Jahr 1960 gründete er die österreichische Europäische Föderalistische Partei, die 1963 den ehemaligen Widerstandskämpfer und pensionierten Gendarmeriegeneral Josef Kimmel zum Präsidentschaftskandidaten nominierte. Auf Kimmel entfielen bei der Bundespräsidentenwahl vier Prozent der Stimmen. Molden unterstützte die Gründung von EFP-Sektionen in verschiedenen Ländern, unter anderem in Deutschland, der Schweiz, in Skandinavien und im Baltikum. 1992 reaktivierte er die Idee der inzwischen aufgelösten EFP und gründete die Europäische Nationalbewegung (ENB): Kongreß Europäischer Patrioten und Föderalisten.

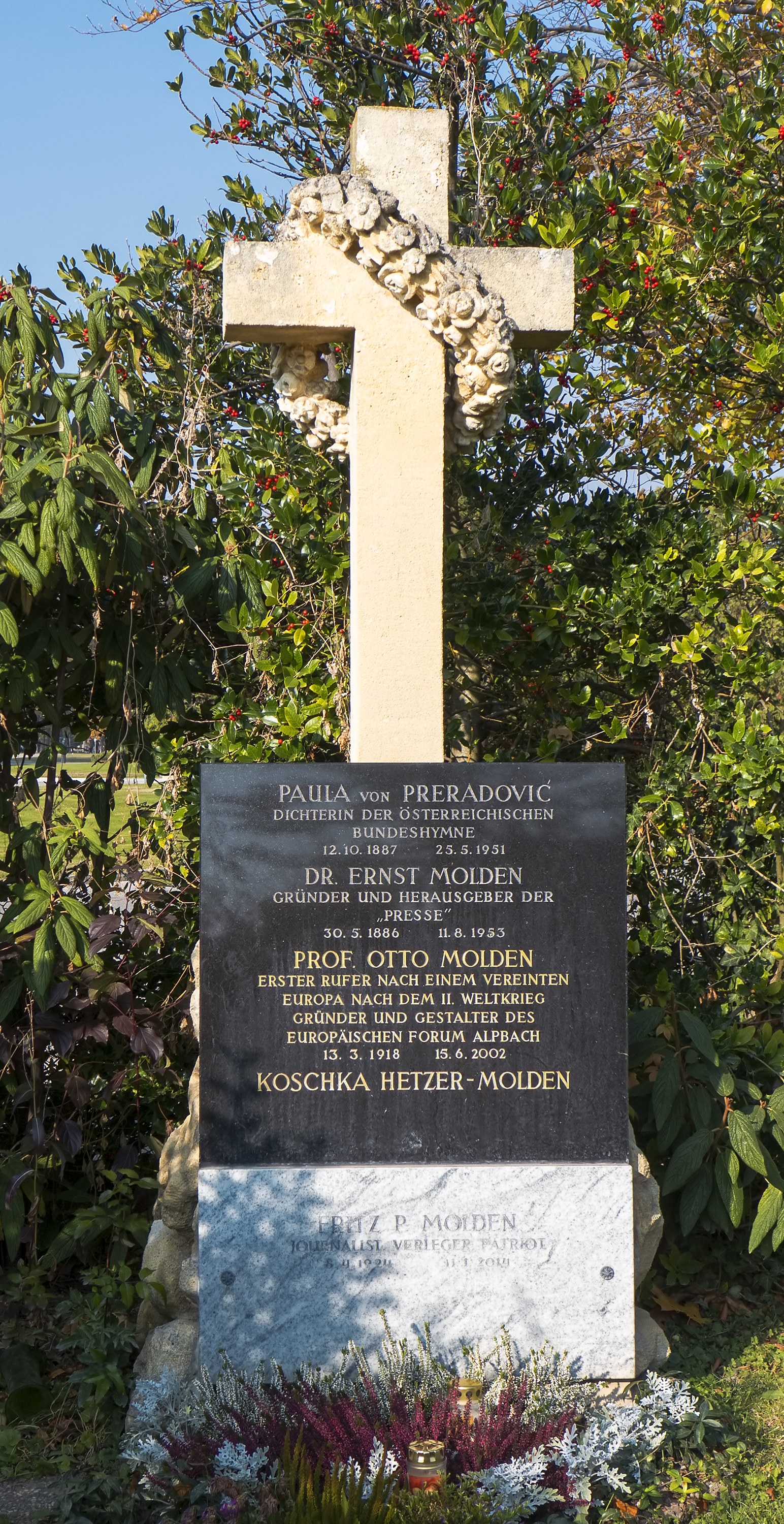
Grabstätte auf dem Wiener Zentralfriedhof

Otto Molden war in erster Ehe mit der Sopranistin Laurence Dutoit (Solistin an der Wiener Staatsoper) verheiratet. Aus dieser Ehe stammen zwei Kinder. Später war er mit der Kulturjournalistin Koschka Hetzer verehelicht. Otto Molden wurde im Grab seiner Eltern am Wiener Zentralfriedhof (Gruppe 32 C, Nummer 42) bestattet.

## Werke
- Die unsichtbare Generation. In: Otto Molden, Paula von Preradović (Hrsg.): Alpbach. Gurlitt, Wien, Linz, München 1952, DNB 450053806.
- Der Ruf des Gewissens. Der österreichische Freiheitskampf 1938–1945 (= Beiträge zur Geschichte der österreichischen Widerstandsbewegung). Herold, Wien 1958, DNB 453441122 (370 S.).
- Odyssee meines Lebens und die Gründung Europas in Alpbach. Amalthea, Wien 2001, ISBN 3-85002-459-8 (268 S.).